# امیرحسین قهرمانی
امیرحسین قهرمانی (۱۳۱۵ – ۱۸ مهر ۱۴۰۰)، نگارگر، نقاش، طراح گرافیک، فارغ‌التحصیل هنرستان کمال‌الملک و از شاگردان حسین بهزاد، محمدعلی زاویه و نصرت‌الله یوسفی اهل ایران بود.
از امیرحسین قهرمانی در دهمین دوسالانه ملی نگارگری ایران تجلیل به عمل آمد. قهرمانی همچنین داور بخش نگارگری یازدهمین جشنواره هنرهای تجسمی فجر در سال ۱۳۹۷ بود. او به ادبیات کلاسیک ایران علاقه‌مند بود. قلم این هنرمند تأثیرپذیر از حماسه‌ها و حکایت‌ها در اشعار مولوی، حافظ، خیام، سعدی، نظامی و فردوسی است و در به تصویر کشیدن کلام این بزرگان اهتمام خاصی به خرج داد. قهرمانی در سال ۱۳۵۲ موفق به دریافت جایزه بهترین پوستر سواد آموزی یونسکو شد. او در سال ۹۶ در نمایشگاه گروهی شاهنامه نگاری شرکت داشت. او در کنار استادانی از جمله حسین بهزاد، استاد زاویه و استاد نصرت‌الله یوسفی در هنرستان کمال الملک تحصیل کرده بود و استاد قهرمانی رئیس آتلیه و هیئت مدیره شرکت تبلیغاتی پوبلیران (فنزی) بود و طراحی و تبلیغات شرکت‌های پان آمریکن، ایرفرانس، ک ال ام، ژیلت، ناست، کوکاکولا، پارکر و ۵۰ شرکت هواپیمایی دنیا و هتل‌های ایران مانند هتل لاله و هتل بزرگ رامسر و بیش از ۴۰۰۰ طرح و پوستر و کارت‌های تبریک و بسته‌بندی طراحی کرده بود.

## درگذشت
امیرحسین قهرمانی ۱۸ مهر ۱۴۰۰ درگذشت.

## یادکرد
1. ↑  «امیرحسین قهرمانی درگذشت/پیام تسلیت سرپرست معاونت هنری». خبرگزاری مهر.
2. ↑  «باغ موزه هنر ایرانی میزبان آثار امیرحسین قهرمانی». حوزه هنری استان فصلنامه سوره سیمرغ. ۱۳۹۶-۰۵-۰۸. دریافت‌شده در ۲۰۲۴-۰۷-۲۴.
3. ↑  «حاصل نیم قرن فعالیت هنری استاد امیرحسین قهرمانی در نگارخانه پردیس رونمایی می‌شود». خبرگزاری شبستان. بایگانی‌شده از اصلی در ۲۷ ژوئیه ۲۰۱۷. دریافت‌شده در ۱۱ مارس ۲۰۲۲.
4. ↑  «امیرحسین قهرمانی پیشکسوت هنر نگارگری درگذشت». خبرگزاری صبا.
5. ↑  «امیرحسین قهرمانی درگذشت». ایسنا. ۲۰۲۱-۱۰-۱۰. دریافت‌شده در ۲۰۲۴-۰۷-۲۴.